# العطيان
العطيان أحد المراكز التابعة لمحافظة حوطة بني تميم في منطقة الرياض بالمملكة العربية السعودية.